# Сасовка (река)
Са́совка — река в России, протекает по Сасовскому району Рязанской области. Устье реки находится в 2,3 км от устья реки Алёшни по левому берегу. Длина реки составляет 17 км, площадь водосборного бассейна — 149 км².

## Данные водного реестра
По данным государственного водного реестра России относится к Окскому бассейновому округу, водохозяйственный участок реки — Цна от города Тамбов и до устья, речной подбассейн реки — Мокша. Речной бассейн реки — Ока.
Код объекта в государственном водном реестре — 09010200312110000030054.